# ReinMeer Aomori FC
ReinMeer Aomori (ラインメール青森 Rainmēru Aomori?) es un club de fútbol de Japón ubicado en la ciudad de Aomori, en la prefectura homónima. Fue fundado en 1995 y juega en la JFL tras estar previamente en la Tohoku Soccer League, la primera división de la prefectura de Tohoku. El nombre del club es una mezcla de dos palabras en idioma Alemán, Rein (limpio) y Meer (mar). El nombre fue escogido para simbolizar la naturaleza de Aomori; el emblema muestra al protagonista principal del Aomori Nebuta Matsuri.
En 2016, el equipo jugó por primera vez en la Japan Football League.

## Rivalidades
Derbi de Tohoku
El derbi de Tohoku considera a todos los enfrentamientos de los clubes de la región de Tohoku con excepción del derbi de Michinoku, es decir que en el participan el Vanraure Hachinohe, Grulla Morioka, Vegalta Sendai, Blaublitz Akita, Montedio Yamagata y Fukushima United. También existe un derbi de Tohoku en la JFL enfrentando al ReinMeer Aomori y el Sony Sendai.

## Récord
| Año  | Div.                                | Eqs. | Pos. |
| ---- | ----------------------------------- | ---- | ---- |
| 2009 | Tohoku Soccer League 2ª Div         | 8    | 7    |
| 2010 | Tohoku Soccer League 2ª Div         | 8    | 7    |
| 2011 | Tohoku Soccer League 2ª Div         | 11   | 5    |
| 2012 | Tohoku Soccer League 2ª Div (Norte) | 8    | 3    |
| 2013 | Tohoku Soccer League 2ª Div (Norte) | 10   | 1    |
| 2014 | Tohoku Soccer League 1ª Div         | 10   | 3    |
| 2015 | Tohoku Soccer League 1ª Div         | 10   | 2    |
| 2016 | JFL                                 | 16   | 8    |
| 2017 | JFL                                 | 16   | 2    |
| 2018 | JFL                                 | 16   | 10   |

Notas
- Eqs. = Número de equipos
- Pos. = Posición en liga
- Asistencia/P = Asistencia por partido

## Palmarés
- Tohoku Soccer League 2da Division Norte (1): 2013.